# Сент Луис (Оклахома)
Сент Луис (енгл. St. Louis) град је у америчкој савезној држави Оклахома.

## Демографија
По попису из 2010. године број становника је 158, што је 48 (-23,3%) становника мање него 2000. године.
| Група             | 2000.       | 2010.       |
| Белци             | 154 (74,8%) | 131 (82,9%) |
| Афроамериканци    | 0 (0,0%)    | 0 (0,0%)    |
| Азијати           | 1 (0,5%)    | 0 (0,0%)    |
| Хиспаноамериканци | 12 (5,8%)   | 3 (1,9%)    |
| Укупно            | 206         | 158         |